# Приєднання Приамур'я і Примор'я до Росії

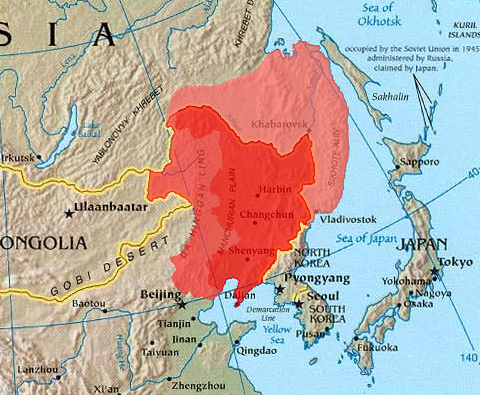
Блідо-рожевим позначені території, які перейшли до Росії в 1858-1860 роках

Приєднання Приамур'я і Примор'я до Росії — приєднання до Російської імперії територій лівобережжя річки Амур і правобережжя Уссурі.

## Передумови
У XVII столітті російські першопрохідці, просуваючись на схід, зіткнулися з маньчжурською Цінською імперією. Московсько-цінський прикордонний конфлікт, який тривав ледь не півстоліття, завершився підписанням в 1689 році Нерчинського договору, відповідно до якого було зроблено розмежування московської та цінської територій у верхів'ях Амура, землі ж далі на схід (про які обидві сторони мали дуже туманне уявлення) були залишені нерозмежованими:
Річка, на ім'я Горбиця, яка впадає, ідучи вниз, в річку Шилку, з лівого боку, поблизу річки Чорної, кордон між обома державами постановити. Також від вершини тої річки Кам'яними горами, які починаються від тієї вершини річки і по самих тих гір вершин, навіть до моря протягненими, обох країн державу так розділити, як всім річкам малим або великим, які з напівденного боку з їх гір впадають в річку Амур, бути під володінням Хінської держави. Також всім річкам, які з інші сторони тих гір йдуть, тим бути під державою царської величності Російської держави. Інші ж річки, які лежать в середині між рікою Удью під Російської держави володінням і між обмеженими горами, які знаходяться поблизу Амура, володіння Хінської держави, і впадають в море і віяння землі посеред сущі, між тою вищепом'янутою рікою Удью і між горами, які до кордону належать не обмежені, тепер нехай перебувають, понеже на оцій землі закордонні великі і повноважні посли, які не мають указу царської величності, відкладають не обмежені до іншого благополучного часу, в якому при поверненні з обох сторін послів царська величність зволить і бугдиханова високість похоче про те обослатися посли або посланці любительськими пересиланнями, і тоді або через грамоти або через послів ті призначені необмежені землі покійними і пристойними випадки успокоїти і розмежувати можуть.

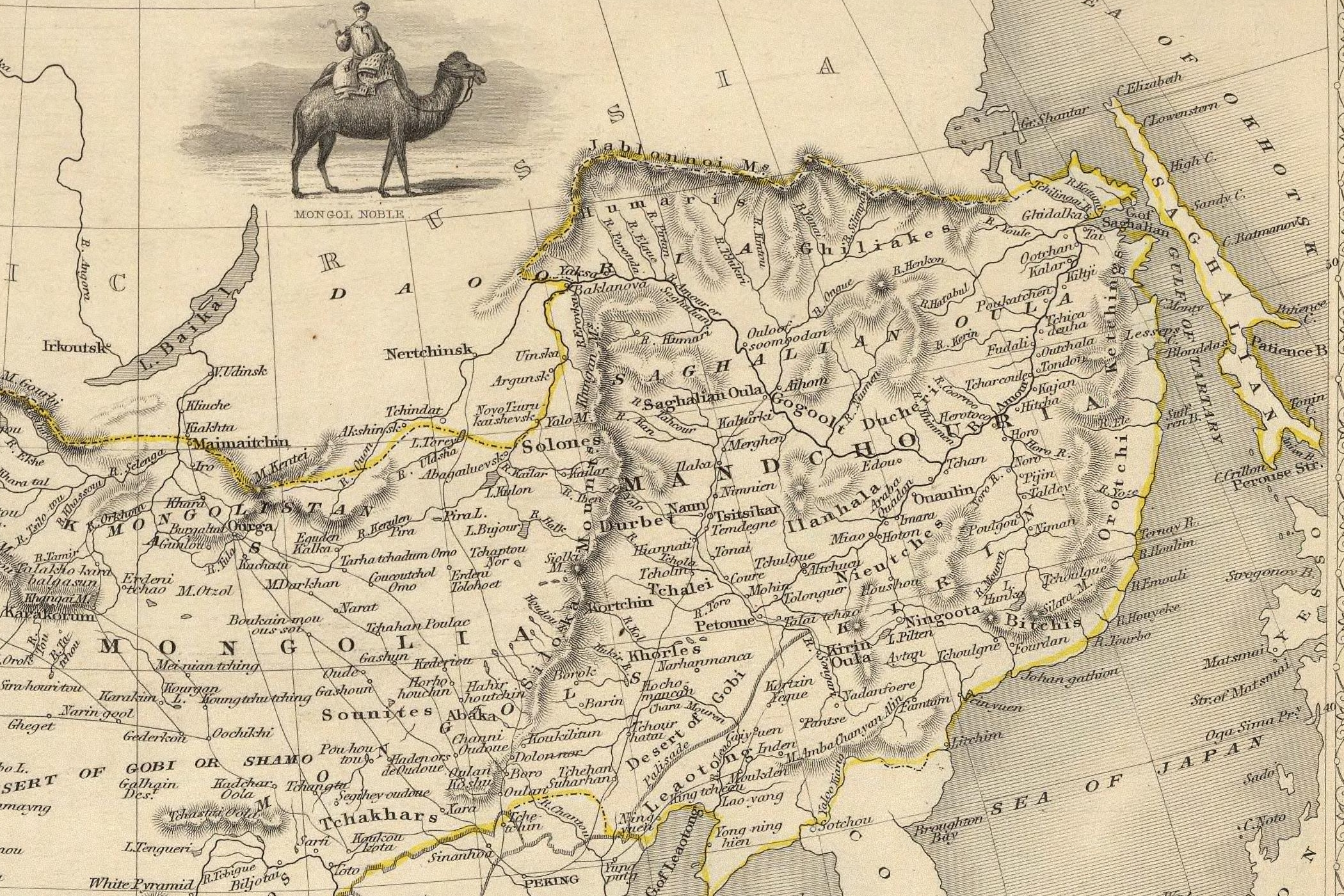
Російсько-цінський кордон на британській карті 1851 року

Територію, залишену росіянами, маньчжури не мали наміру освоювати, вона була для них буферною зоною, на якій мешкало нікому не податкове населення.

### Перші російські військові пости

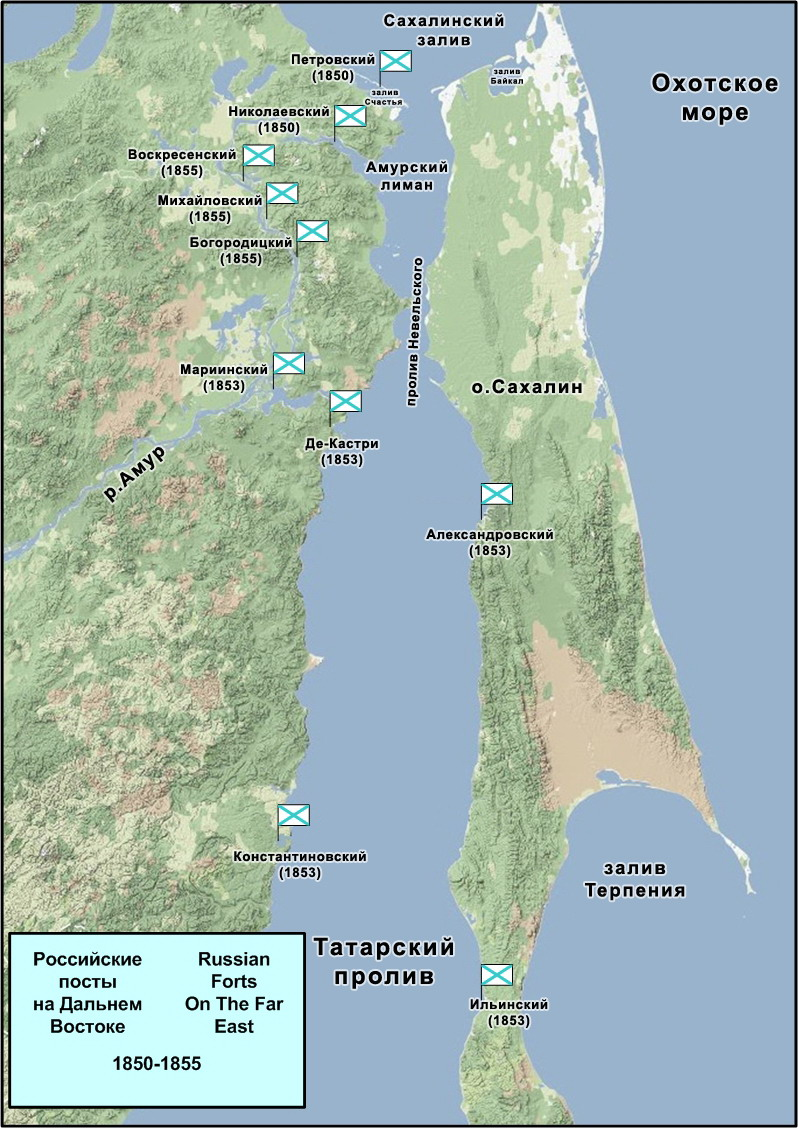
Російські пости, засновані в 1850-1855 роках

Перші офіційні російські військові пости і поселення з'явилися в Приамур'ї і Примор'ї в ході Амурської експедиції 1849—1855 років. У 1849 році Г. І. Невельський на судні «Байкал» відкрив Татарську протоку, довівши, що Сахалін є островом, а не півостровом. У 1850 році він самовільно заснував в гирлі Амура, на території, яка відповідно до Нерчинського договору належала імперії Цін, Ніколаєвський пост і оголосив ці землі володінням Російської імперії. Самоуправні дії Невельського викликали невдоволення і роздратування в урядових колах Російської імперії, однак, вислухавши доповідь губернатора Східного Сибіра Миколи Миколайовича Муравйова, імператор Микола I наклав на доповідь Особливого Комітету резолюцію:
```
Де раз піднято російський прапор, там він спускатися не повинен.
```

## Приєднання Приамур'я
Під час Кримської війни англо-французька ескадра в 1854 році атакувала Петропавловськ-Камчатський. Ще до нападу на місто губернатор Муравйов попросив у імператора Миколи I дозволу на сплав вниз по Амуру військ і майна для підкріплення Петропавловська. На Шілкинському заводі були побудовані два пароплава, які навесні разом з флотилією барж і баркасів (всього 77 суден) вирушили вниз по Амуру; очолив похід особисто губернатор Н. Н. Муравйов. 14 червня човни досягли гирла Амура.
Після цього за наказом Муравйова в Іркутській губернії була взята 51 селянська сім'я і переселена в пониззя Амура. У 1854 році разом з Муравйовим по Амуру припливли сто козаків Забайкальського козачого війська, в наступну навігацію прибула ще сотня козаків. 1 листопада 1856 імператор Олександр II ухвалив переселити на Амур два кінних полки і чотири батальйони Забайкальського козачого війська (в реальності до 1860 року були переселені лише чотири кінні козачі сотні і дві піші, з яких була сформована Амурська козача бригада).
У зв'язку зі зміною обстановки на Амурі, в 1857 році були розпочаті переговори між Російською і Цінською імперіями про розмежування в середній і нижній течії річки. Ослаблена Другою опіумною війною Цінська імперія була змушена в 1858 році підписати спочатку Тяньцзіньський трактат, а потім Айгунський договір, відповідно до якого лівий берег Амура від річки Аргунь до гирла Амура визнавався власністю Росії, а Уссурійський край від впадання Уссурі в Амур до моря залишався в спільному володінні аж до визначення кордону. Судноплавство по Амуру, Сунгарі і Уссурі було дозволено тільки російським і китайським суднам і заборонено всім іншим.

## Приєднання Примор'я
Оскільки Айгунський договір не розмежував землі від Уссурі до моря, уряд Росії направив в Пекін для подальших переговорів особливу місію на чолі з графом М. П. Ігнатьєвим. З цінського боку в переговорах брав участь великий князь Гун. За сприяння Ігнатьєва і під загрозою розграбування Пекіна окупаційними військами цінська сторона в 1860 році поступилася Російській імперії правим берегом Уссурі. Кордон було проведено на мапі лінією червоного кольору по китайському берегу Амура, Уссурі, а також протоці Казакевича.